# Prienai (okresní město)
Prienai (česky zastarale Prény) je okresní město (v pořadí podle velikosti 6. ze 13 v kraji) na jihu Kaunaského kraje na jihu Litvy, ležící po obou stranách Němenu asi 39 km na jih od krajského města Kaunas, 98 km na západ od Vilniusu.
Větší část města je na levém břehu Němenu, na pravém břehu je jen čtvrť Paprienė, ve které je okresní nemocnice a domov důchodců. Přes řeku ve městě vede jeden most dálnice A16/E28 (nedokončené – většina má zatím[kdy?] jen charakter rychlostní nebo dokonce jen krajské silnice).
Ve městě je dřevěný katolický kostel Zjevení Kristova (postaven roku 1750), oblastní muzeum, kulturní centrum, pošta (PSČ: LT-59100), gymnázium Žiburio, střední škola Revuonos, základní školy Ąžuolo, Nemuno, zvláštní škola, škola mládeže, veřejná knihovna Justina Marcinkevičiuse. Je zde bronzový pomník knížeti Kęstutisovi (z roku 1937 – sochař K. Ausiejus; obnovený 1990, sochař G. Kamarauskas), hradiště Butlerio pilis, městský park Revuonos parkas. Ve městě jsou zbytky budov kdysi největších papíren v Litvě z 18. – 19. století. Zachoval se vodní kolový mlýn, postavený v 19. století na místě bývalého Prienajského hradu a dvora. Směrem k Birštonu kromě výše uvedené dálnice vede i asfaltová stezka pro cyklisty a pro pěší. Od okrajů města začíná ChKO Nemuno kilpų regioninis parkas (regionální park meandrů Němenu).

## Sport
Ve městě působí fotbalový klub FK Prienai a basketbalový klub BC Vytautas.

## Partnerská města
| Město        | Znak | Stát        |
| ------------ | ---- | ----------- |
| Altea        |      | Španělsko   |
| Asikkala     |      | Finsko      |
| Bad Kötzting |      | Německo     |
| Bellagio     |      | Itálie      |
| Bundoran     |      | Irsko       |
| Granville    |      | Francie     |
| Holstebro    |      | Dánsko      |
| Houffalize   |      | Belgie      |
| Chojna       |      | Polsko      |
| Judenburg    |      | Rakousko    |
| Karkkila     |      | Finsko      |
| Kőszeg       |      | Maďarsko    |
| Lubań        |      | Polsko      |
| Marsaskala   |      | Malta       |
| Meerssen     |      | Nizozemsko  |
| Niederanven  |      | Lucembursko |
| Oxelösund    |      | Švédsko     |
| Preveza      |      | Řecko       |
| Sherborne    |      | Anglie      |
| Sesimbra     |      | Portugalsko |
| Sigulda      |      | Lotyšsko    |
| Sušice       |      | Česko       |
| Talsi        |      | Lotyšsko    |
| Türi         |      | Estonsko    |
| Zvolen       |      | Slovensko   |